# 新莊武德殿
25°02′06″N 121°27′11″E / 25.0350445340508°N 121.453168587298°E

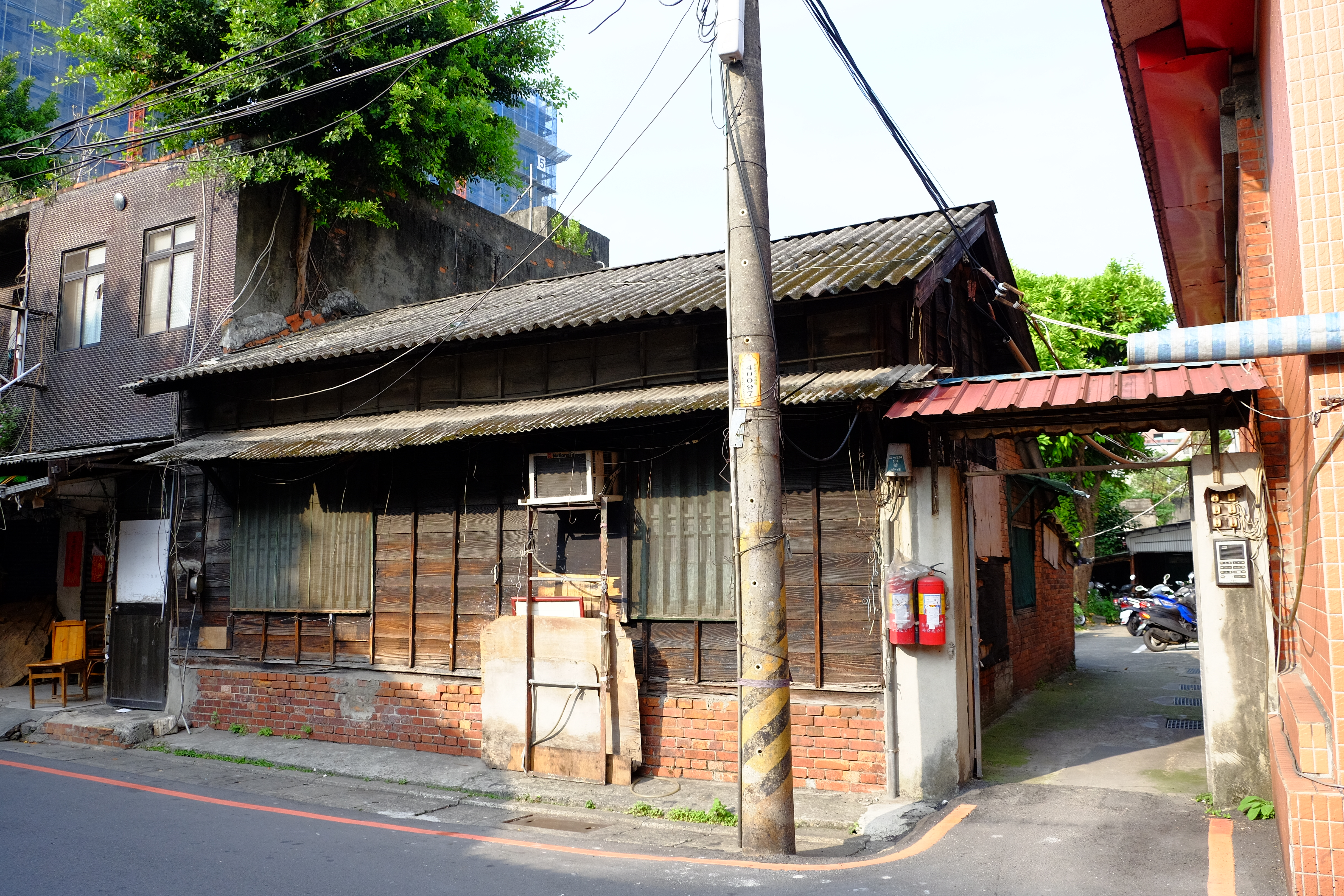
2015年（新莊派出所後方附屬建物）

新莊武德殿，位於台灣新北市新莊區，建於1928年昭和三年（昭和3年），「大日本武德會」台北支部新莊郡支所於同年落成，主要作為日本警察柔道場與劍道場使用。

## 歷史
新莊武德殿，位於台灣新北市新莊區新莊郡役所後方，是日治時期興建的武德殿之一，屬於郡市級武德會支所，附屬於新莊郡役所，昭和三年（1928年）3月17日竣工，建物現存，唯目前荒廢中。2010年12月3日，指定為新北市歷史建築。新莊武德殿建築造型與牆體構造，尚保留日治時期原始樣貌，入口「破風」痕跡仍在，而目前臺北地區尚無完整保存日治時期的武德殿，此為首例。
日治時期的慣例，武德殿大多與行政中心聚集成建築群，新莊武德殿亦同。武德殿興建管理單位為大日本武德會。1933年（昭和8年）「大日本武德會新莊支所」支所長為真室亞夫，主事為後藤束，幹事是田中與志造。真室亞夫乃新莊郡守，後藤束為警部兼警察課長，田中與志造則是警察課警部。這幾位都是新莊郡的官員，故武德會組織與警政體系的關係密切，所以選在郡役所後方興建武德殿。

## 特色
日治時期台灣的武德殿形式多為「日本傳統社殿建築」，外觀上主要係以入母屋式，入口處多作唐破風。受1923年（大正12年）關東大地震影響，鋼筋混凝土的耐震性受到正視、逐漸成為建築構造的主流，新莊武德殿則屬「磚造和洋折衷」式。武德殿建築室內以採自然光為主，建築物四面均設大窗，寬敞空間加上大窗引進之自然光源，足以供日間室內舉行柔劍道活動所需。
新莊武德殿規模較小，乃為主體建築（郡役所）附屬空間之角色，如同瑞芳武德殿乃附屬於警察課分室。屋架採西洋式常用的洋小屋的真束小屋（正同柱式木桁架，King Post truss），亦稱作中柱式桁架。長向跨距達15公尺，共7組構架，節點皆使用榫卯、螺栓及鐵件固定，陸梁（屋架下弦）插入承重牆上之枕梁。

## 現況
新莊武德殿建於1928年（昭和3年），為郡級武德殿建築，屬警察系統之新莊郡役所附屬建築，平日作為警務人員習武健身場所，也是舉辦各種講習與活動的場所。終戰後被臺北縣警察局接收，初為新莊分局使用，新莊分局遷移再改為新莊派出所的附屬建築，並將內部施作隔間增建外牆，當作宿舍，後再改成倉庫，部分空間閒置，現況與原貌相距甚遠。已經被拆除了。